# Gare de Thonon-les-Bains
Gare de Thonon-les-Bains vasútállomás Franciaországban, Thonon-les-Bains településen.

## Vasútvonalak
Az állomást az alábbi vasútvonalak érintik:
- Léaz–Saint-Gingolph-vasútvonal

## Kapcsolódó állomások
A vasútállomáshoz az alábbi állomások vannak a legközelebb:
- Gare de Perrignier (Coppet vasútállomás, Léman Express Line 1)
- Gare d’Évian-les-Bains (Gare d’Évian-les-Bains, Léman Express Line 1)